# Troviscal (Sertã)
Troviscal é uma povoação portuguesa sede da Freguesia de Troviscal do Município da Sertã, freguesia com 54,06 km² de área e 693 habitantes (censo de 2021), tendo, por isso, uma densidade populacional de 12,8 hab./km².
O presidente da Junta de Freguesia é Rogério Paulo Antunes Luís (eleito em 2021). O pároco da paróquia do Troviscal é o Pe. Daniel.

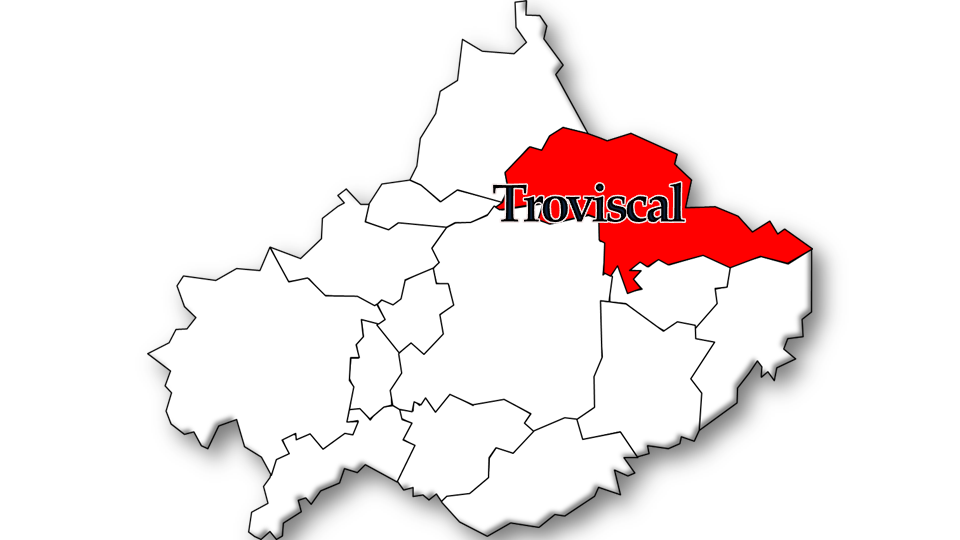
Localização da Freguesia de Troviscal no Município da Sertã

## Demografia
A população registada nos censos foi:
| Distribuição da População por Grupos Etários | Distribuição da População por Grupos Etários | Distribuição da População por Grupos Etários | Distribuição da População por Grupos Etários | Distribuição da População por Grupos Etários |
| -------------------------------------------- | -------------------------------------------- | -------------------------------------------- | -------------------------------------------- | -------------------------------------------- |
| Ano                                          | 0-14 Anos                                    | 15-24 Anos                                   | 25-64 Anos                                   | > 65 Anos                                    |
| 2001                                         | 157                                          | 124                                          | 546                                          | 307                                          |
| 2011                                         | 73                                           | 96                                           | 379                                          | 316                                          |
| 2021                                         | 40                                           | 53                                           | 318                                          | 282                                          |

## Localidades
Além da sede, a Freguesia de Troviscal engloba as seguintes localidades ou lugares:
- Amieira
- Carvalhal
- Casal da Aranha
- Casal Novo
- Cavada da Serra
- Chapuça
- Cimo do Vale
- Cinco Fontes
- Corga da Mourata
- Cormacieiras
- Corvergadas
- Covões
- Corda da Leiva
- Cruz do Fundão - Aldeia com população jovem, possui três cafés/mini-mercado e uma serração de madeiras.
- Currais
- Faval
- Fojo da Serra
- Folgadia
- Fonte do Amioso
- Fonte Fria
- Fontinha
- Fundão - Aldeia soalheira, com a ribeira ao fundo. Possui um lagar em ruinas e três moinhos de farinha, já levados pelas cheias.
- Lomba das Feiteirinhas
- Macieira - Fica a norte da Sertã, na encosta da serra de Alvelos e tem como padroeira Santa Bárbara, cujos festejos se realizam no último fim-de-semana de Agosto. A sua actividade centra-se na agricultura e na indústria da madeira. É a aldeia com maior população na freguesia [5]
- Maria Dona
- Marinha de Vale Carvalho
- Martim Moinho
- Mindinho
- Muro
- Pião
- Ponte da Ribeirinha
- Porto
- Póvoa do Frade
- Recoucão
- Ribeira de Cilha
- Ribeira dos Covões
- Ribeiro do Touro
- Sardinheira
- Salada da Lameira
- Silveirinhas
- Troviscainho
- Vale da Abelheira
- Vale da Figueira
- Vale de Água
- Vale do Inferno
- Vale do Laço - Pequena aldeia cujos padroeiros são Nossa Senhora dos Bons Caminhos e São José. O antigo ofício de fazer carvão vegetal e os alusivos trajes tradicionais são a imagem de marca desta localidade. Em 29 de Junho de 1999, foi fundado o Centro Social Recreativo e Cultural do Vale do Laço - Os Carvoeiros, cuja sede se localiza nas antigas instalações da Escola Primária
- Vale do Moinho
- Vilões

## Património
- Igreja de S. Vicente (matriz)
- Capelas de Nossa Senhora das Dores, de Santa Bárbara, de S. Bartolomeu, de S. José e de Santa Filomena
- Casa de Iria Gonçalves
- Fonte do Amioso
- Moinhos de água
- Lagares de azeite
- Ponte de madeira
- Trecho da Ribeira Grande